# Magnus Blix
Pour les articles homonymes, voir Blix.
Magnus Gustaf Blix, né le 25 décembre 1849 à Säbrå (Suède), décédé le 14 février 1904 à Lund, était un physiologiste suédois. Il enseigna aux Universités d'Uppsala et de Lund.
Il est surtout connu pour ses travaux des années 1880 sur la sensibilité somatique. Il découvrit que les stimulations électriques de différents points de la peau causaient des sensations distinctes de chaleur, de froid ou de toucher. Par la suite, il construisit un stimulateur thermique au moyen duquel il démontra qu'une diminution de température causait une sensation de froid en des points précis de localisations distinctes sur la peau, tandis qu'une augmentation de la température produisait une sensation de chaleur en d'autre points, différents et moins nombreux. Il répéta ses expériences avec la modalité tactile pour s'apercevoir que les points sensibles au toucher étaient encore différents des points sensibles aux températures.
Ces résultats furent publiés en deux articles, en 1881 et 1882. Peu de temps après, mais avec des méthodologies légèrement différentes, deux autres neurophysiologistes, l'allemand Alfred Goldscheider et l'américain Henry Donaldson aboutissaient indépendamment aux mêmes résultats.
Outre ses travaux sur la perception sensitive, Magnus Blix se consacra de manière approfondie à la physiologie musculaire.

## Source
- Norrsell U, Finger S, Lajonchere C. Cutaneous sensory spots and the "law of specific nerve energies": history and development of ideas. Brain Res Bull 1999; 48: 457-65. (article disponible au format [PDF])